# Paracaesio sordida
Paracaesio sordida là một loài cá biển thuộc chi Paracaesio trong họ Cá hồng. Loài này được mô tả lần đầu tiên vào năm 1962.

## Từ nguyên
Tính từ định danh sordida trong tiếng Latinh có nghĩa là “dơ bẩn”, hàm ý đề cập đến hai tên thông thường của loài cá này ở Nhật Bản cũng mang ý nghĩa như vậy.

## Phân bố
Từ Biển Đỏ dọc theo Đông Phi, P. sordida được phân bố trải dài về phía đông đến quần đảo Marquises và quần đảo Pitcairn, ngược lên phía bắc tới quần đảo Ryukyu và quần đảo Mariana, xa về phía nam đến Tonga và Nouvelle-Calédonie.
P. sordida được thu thập ở độ sâu khoảng từ 5 đến 200 m.

## Mô tả
Chiều dài cơ thể lớn nhất được ghi nhận ở P. sordida là 48 cm. Cá có màu xám sẫm, nâu tía sẫm hoặc tím đậm phớt xanh lam; bụng ánh bạc hoặc trắng. Các vây có nhiều biến thể màu như xám đậm, nâu đỏ, hoặc vây lưng và vây đuôi nâu nhạt đến hơi vàng, trong khi các vây khác có màu trắng đến trong mờ.
Số gai ở vây lưng: 10; Số tia vây ở vây lưng: 10; Số gai ở vây hậu môn: 3; Số tia vây ở vây hậu môn: 8–9; Số tia vây ở vây ngực: 16–17; Số vảy đường bên: 69–72.

## Sinh thái
Thức ăn của P. sordida là sinh vật phù du.

## Thương mại
P. sordida là một loại cá thực phẩm quan trọng ở một vài khu vực và thường được bán tươi trong các chợ cá.